# Операция „Дъб“
Операция „Дъб“ (на немски: Unternehmen Eiche) е военна акция, извършена от специалните сили на СС през 1943 година, чиято цел е освобождаването на намиращия се под стража италианския диктатор Бенито Мусолини.
Задачата по изпълнение на мисията е поставена лично от Адолф Хитлер, който силно желае да освободи най-близкия си съюзник. Хитлер възлага планирането на задачата на командващия парашутно-десантните войски – генерал-полковник Курт Щудент, а изпълнението на диверсант №1 на Райха – Ото Скорцени.
Почти два месеца продължава играта на „котка и мишка“, в течението на които италианците местели непрекъснато Мусолини от място на място из цялата страна, опитвайки се да възпрепятстват опитите за неговото освобождаване. Накрая немците успяват да установят местоположението му и операцията започва.
На 12 септември 1943 година операцията започва. Немски парашутисти-десантчици начело с Ото Скорцени се приземяват в района на Гран Сассо, област Амбруцо, и атакуват хотел „Кампо Императоре“, където се намира Мусолини. Диктаторът е освободен без нито един изстрел и е заведен първо в Рим, след това в Берлин.
Успеха на тази операция носи световна слава на Ото Скорцени и орден Рицарски кръст.

## Предистория
Позицията на Италия като участник във Втората световна война на страната на силите на „оста“ до пролетта на 1943 г. става катастрофална. След пълното поражение на италианските войски близо до Сталинград и Северна Африка, както и първите бомбардировки над Рим, Милано, Торино и други големи градове на англо-американски самолети през първата половина на 1943 г., военните и аристократичните кръгове на Италия започват да проучват тайно възможността за отделни преговори със САЩ и Великобритания. Крайната цел е оттеглянето на Италия от войната при почти всякакви условия. За това обаче заговорниците трябва напълно да поемат властта в свои ръце в страната, като депозират управляващата национална фашистка партия, ръководена от Бенито Мусолини. Ситуацията се усложнява и от факта, че в Италия е разположена група немски войски под командването на Алберт Кеселринг, които са там от 1941 г.
След съюзническите войски в Италия на 24 юли 1943 г. свиканият голям фашистки съвет обявява Мусолини за виновен за всички грешки по време на Втората световна война, а на следващия ден по лично нареждане на крал Виктор Емануел III, с участието на Маршал Пиетро Бадолио, граф Дино Гранди и генерал Виторио Амброзио Мусолини е арестуван веднага след аудиенцията си с краля. Хитлер научава за събитията в Рим в нощта на 26 юли и заповядва да организира мисия за търсене и освобождаване с искането Мусолини да бъде невредим при всякакви обстоятелства.